# Вукоман Арачич
Вукоман Арачич е сръбски военачалник през Междусъюзническата и Първата световна война.

## Биография
Арачич започва кариерата си със завършването на военна академия в Белград през 1874 година. Първото му назначение е командир на инженерна рота. През Втората сръбско-турска война (1877 – 1878) като капитан I класа ръководи щаба на Ягодинската бригада при завладяването на Ниш. През Сръбско-българската война от 1885 е майор, изпълнява длъжността началник-щаб на Дринската дивизия. През следващите години заема редица длъжности във военното министерство и генералния щаб.
През 1897 г. е произведен в полковник. Три години по-късно е назначен за помощник на началника на Главния генерален щаб, след това е комендант на Шумадийската, а по-късно и на Тимошката дивизионна област. Пенсиониран през 1903, полковник Арачич се връща на служба при избухването на Балканските войни. По време на войната с българите през 1913 оглавява Тимошката армия, която завзема Кула и Белоградчик и обкръжава Видин. За тези успехи през ноември същата година е произведен в генерал.
След избухването на Първата световна война генерал Арачич командва първо Тимошката дивизия II призив, а по-късно е поставен начело на Ужичкия отряд. Воюва с австро-унгарците при Шабац (август) и Ужице (ноември 1914). В Ужице заболява от тиф и умира.